# Sân bay Düsseldorf
Sân bay quốc tế Düsseldorf (tiếng Đức: Flughafen Düsseldorf International) (IATA: DUS, ICAO: EDDL), là sân bay lớn thứ 3 ở Đức, tọa lạc ở Düsseldorf, thủ phủ của bang North Rhine-Westphalia.
Với 18,15 triệu lượt khách thông qua trong năm 2008, sân bay này xếp thứ ba ở Đức về lượng khách, sau Sân bay quốc tế Frankfurt và Sân bay quốc tế München. Và cũng là một trung tâm thứ nhì của Lufthansa, với 300 chuyến bay mỗi ngày tới 53 tuyến. Sân bay này có 750 lượt máy bay cất cánh mỗi ngày.
Sân bay Düsseldorf có cự ly 9 km so với trung tâm thành phố Düsseldorf, Đức, là sân bay hàng đầu vùng Rhine-Ruhr, vùng đô thị lớn nhất Đức, một trong những vùng đô thị lớn nhất thế giới.
Düsseldorf International có hai đường băng dài 3000 mét và 2700 mét.
Sân bay này có 107 chỗ đỗ máy bay. Công suất nhà ga là 22 triệu lượt khách mỗi năm. 
Chủ sở hữu sân bay này gồm:
- 50% Landeshauptstadt Düsseldorf
- 50% Airport Partners GmbH (Ownership of Airport Partners GmbH: 40% Hochtief AirPort GmbH, 20% Hochtief AirPort Capital KGaA, 40% Dublin Airport Authority plc (through its wholly owned subsidiary Aer Rianta International cpt))

Thống kê lượt khách:
- 2002 14.75 triệu
- 2003 14.30 triệu
- 2004 15.20 triệu
- 2005 15.51 triệu
- 2006 16.60 triệu
- 2007 17.83 triệu
- 2008 18,15 triệu

## Hãng hàng không và tuyến bay

Các quốc gia có tuyến bay với sân bay Düsseldorf (tháng 3 năm 2015)

| Hãng hàng không                                                   | Các điểm đến | Ga   |
| ----------------------------------------------------------------- | --- | ---- |
| Aegean Airlines                                                   | Athens, Thessaloniki Theo mùa: Kalamata, Heraklion, Rhodes | B    |
| Aer Lingus                                                        | Dublin | C    |
| Aeroflot                                                          | Moscow-Sheremetyevo | C    |
| Aeroflot vận hành bởi Rossiya                                     | Saint Petersburg | C    |
| Air China                                                         | Bắc Kinh-Thủ đô | A    |
| Air France                                                        | Paris-Charles de Gaulle | B    |
| Air France vận hành bởi CityJet                                   | Paris-Charles de Gaulle | B    |
| Air France vận hành bởi HOP!                                      | Nantes | B    |
| Air Malta                                                         | Malta | B    |
| Air Serbia                                                        | Belgrade | C    |
| airBaltic                                                         | Riga | B    |
| Air VIA                                                           | Theo mùa Thuê chuyến: Burgas, Varna | C    |
| Alitalia                                                          | Milan-Linate (bắt đầu từ ngày 29 Tháng 3 năm 2015), Rome-Fiumicino (tiếp tục lại từ ngày 29 Tháng 3 năm 2015) | B    |
| Alitalia vận hành bởi Alitalia CityLiner                          | Milan-Linate (kết thúc từ ngày 28 Tháng 3 năm 2015), Rome-Fiumicino (kết thúc từ ngày 28 tháng 3 năm 2015), Venice-Marco Polo (kết thúc từ ngày 28 Tháng 3 năm 2015) | B    |
| All Nippon Airways                                                | Tokyo-Narita | A    |
| American Airlines                                                 | Theo mùa: Chicago-O'Hare | C    |
| Atlasjet                                                          | Theo mùa Thuê chuyến: Antalya | C    |
| Austrian Airlines                                                 | Graz (bắt đầu từ ngày 1 Tháng 4 năm 2015), Linz (bắt đầu từ ngày 1 Tháng 4 năm 2015), Vienna (tiếp tục lại từ ngày 1 tháng 4 năm 2015) | A    |
| Austrian Airlines vận hành bởi Tyrolean Airways                   | Graz (kết thúc từ ngày 31 Tháng 3 năm 2015), Linz (kết thúc từ ngày 31 Tháng 3 năm 2015), Vienna (kết thúc từ ngày 31 Tháng 3 năm 2015) | A    |
| BMI Regional                                                      | Bristol (bắt đầu từ ngày 27 Tháng 4 năm 2015) | C    |
| British Airways                                                   | London-Heathrow | B    |
| British Airways vận hành bởi BA CityFlyer                         | London-City | B    |
| British Airways vận hành bởi Sun Air of Scandinavia               | Billund | B    |
| Bulgaria Air                                                      | Sofia (bắt đầu từ ngày 4 Tháng 6 năm 2015) | C    |
| Bulgarian Air Thuê chuyến                                         | Theo mùa Thuê chuyến: Varna | C    |
| Cathay Pacific                                                    | Hong Kong (bắt đầu từ ngày 1/9/2015) | C    |
| Condor                                                            | Antalya, Djerba, Fuerteventura, Gran Canaria, Hurghada, Jerez de la Frontera, Larnaca, Santa Cruz de la Palma, Tenerife-South Theo mùa: Agadir, Chania, Corfu, Dalaman, Enfidha, Heraklion, Ibiza, Kalamata, Kos, Lanzarote, Mykonos, Rhodes, Santorini, Skiathos (bắt đầu từ ngày 25 Tháng 5 năm 2015) Thuê chuyến: Dubai-Al Maktoum | B, C |
| Corendon Airlines                                                 | Antalya | C    |
| Croatia Airlines                                                  | Theo mùa: Dubrovnik, Split | A    |
| Czech Airlines                                                    | Ostrava (bắt đầu từ ngày 29 Tháng 3 năm 2015), Prague | B    |
| Delta Air Lines                                                   | Atlanta | C    |
| easyJet                                                           | London-Gatwick | C    |
| Emirates                                                          | Dubai-International | C    |
| Etihad Airways                                                    | Abu Dhabi | C    |
| Eurolot                                                           | Warsaw-Chopin (kết thúc từ ngày 31/3/2015) | A    |
| Express Airways                                                   | Theo mùa: Brač (bắt đầu từ ngày 15 Tháng 5 năm 2015) | C    |
| Finnair                                                           | Helsinki (kết thúc từ ngày 28/3/2015) | B    |
| Finnair vận hành bởi Flybe Nordic                                 | Helsinki | B    |
| Flybe                                                             | Birmingham, Cardiff (bắt đầu từ ngày 25 Tháng 4 năm 2015), Manchester | C    |
| Freebird Airlines                                                 | Theo mùa Thuê chuyến: Antalya, Istanbul-Atatürk, Izmir | C    |
| Germania                                                          | Beirut, Erbil, Hurghada (kết thúc từ ngày 22 Tháng 6 năm 2015), Kayseri (kết thúc từ ngày 29 Tháng 3 năm 2015), Tehran-Imam Khomeini, Trabzon (kết thúc từ ngày 26 Tháng 3 năm 2015) Theo mùa: Lanzarote, Marsa Alam, Palma de Mallorca (bắt đầu từ ngày 4 Tháng 5 năm 2015), Paphos (bắt đầu từ ngày 29 Tháng 3 năm 2015), Porto Santo, Sulaymaniyah Thuê chuyến: Gaziantep, Izmir, Karlovy Vary, Malatya, Porto Santo, Pristina, Trabzon, Skopje | B, C |
| Germanwings                                                       | Athens (bắt đầu từ ngày 9 Tháng 4 năm 2015), Barcelona, Bastia, Berlin-Tegel, Bilbao, Budapest, Dresden, Dublin, Enfidha, Hamburg, Izmir, London-Heathrow, London-Stansted, Málaga, Milan-Malpensa, Naples, Nice, Palma de Mallorca, Pristina, Paris-Charles de Gaulle, Saint Petersburg, Rome-Fiumicino, Thessaloniki, Venice-Marco Polo, Vienna, Zürich Theo mùa: Antalya, Cagliari, Figari, Heraklion, Ibiza, Porto (bắt đầu từ ngày 4 Tháng 4 năm 2015), Rijeka, Rhodes (bắt đầu từ ngày 4 Tháng 4 năm 2015), Reykjavik-Keflavik (bắt đầu từ ngày 1 Tháng 6 năm 2015), Split | A, C |
| Germanwings vận hành bởi Eurowings                                | Basel/Mulhouse, Birmingham, Bucharest, Geneva, Glasgow-International, Gothenburg-Landvetter, Katowice, Leipzig/Halle, Lyon, Madrid, Manchester, Naples, Newcastle upon Tyne, Nice, Nuremberg, Poznań, Prague, Stockholm-Arlanda, Valencia, Warsaw-Chopin, Wrocław, Zürich Theo mùa: Bari, Cagliari, Catania, Dublin, Dubrovnik, Heringsdorf, Jersey (bắt đầu từ ngày 23 Tháng 5 năm 2015), Lamezia Terme, Montpellier, Newquay, Olbia, Zadar | A    |
| Hahn Air                                                          | Luxembourg | B    |
| Iberia Express                                                    | Madrid | B    |
| Iraqi Airways                                                     | Erbil, Sulaimaniyah | C    |
| InterSky                                                          | Friedrichshafen | B    |
| Jet2.com                                                          | Leeds/Bradford | C    |
| KLM vận hành bởi KLM Cityhopper                                   | Amsterdam | B    |
| LOT Polish Airlines                                               | Warsaw-Chopin (tiếp tục lại từ ngày 1 Tháng 4 năm 2015) | A    |
| Lufthansa                                                         | Chicago-O'Hare, Frankfurt, Munich, Newark | A    |
| Mahan Air                                                         | Teheran-Imam Khomeini | C    |
| Montenegro Airlines                                               | Theo mùa: Podgorica | C    |
| Nesma Airlines                                                    | Thuê chuyến: Hurghada | C    |
| Nouvelair                                                         | Enfidha | C    |
| Onur Air                                                          | Istanbul-Atatürk Theo mùa: Antalya | C    |
| Pegasus Airlines                                                  | Ankara, Istanbul-Sabiha Gökçen, Izmir, Kayseri | C    |
| Royal Air Maroc                                                   | Theo mùa: Nador | C    |
| S7 Airlines                                                       | Theo mùa: Moscow-Domodedovo | C    |
| Scandinavian Airlines                                             | Copenhagen, Oslo-Gardermoen, Stockholm-Arlanda | A    |
| SunExpress                                                        | Izmir Theo mùa: Antalya, Istanbul-Sabiha Gökcen | C    |
| SunExpress Deutschland                                            | Adana, Ankara, Antalya, Fuerteventura, Hurghada, Gaziantep, Gazipaşa, Gran Canaria, Kayseri Theo mùa: Bodrum (bắt đầu từ ngày 1 Tháng 5 năm 2015), Dalaman (bắt đầu từ ngày 1 Tháng 5 năm 2015), Marsa Alam, Heraklion, Rhodes, Samsun (bắt đầu từ ngày 29 Tháng 3 năm 2015), Seville (bắt đầu từ ngày 29 Tháng 4 năm 2015), Varna (bắt đầu từ ngày 7 Tháng 5 năm 2015) | B, C |
| Swiss International Air Lines                                     | Zürich | A    |
| Swiss International Air Lines vận hành bởi Swiss Global Air Lines | Zürich | A    |
| TAP Portugal                                                      | Lisbon | A    |
| TUIfly                                                            | Antalya, Fuerteventura, Gran Canaria, Hurghada, Lanzarote, Malta, Marsa Alam, Tenerife-South Theo mùa: Corfu, Dalaman, Faro, Heraklion, Ibiza, Jerez de la Frontera, Kos, Malta, Minorca, Palma de Mallorca, Patras/Araxos, Rhodes | B, C |
| Tunisair                                                          | Tunis Theo mùa Thuê chuyến: Djerba, Enfidha | C    |
| Turkish Airlines                                                  | Istanbul-Atatürk, Istanbul-Sabiha Gökcen Theo mùa: Adana, Kayseri, Samsun, Trabzon | C    |
| Vueling                                                           | Barcelona Theo mùa: Santiago de Compostela (bắt đầu từ ngày 27 Tháng 6 năm 2015) | B    |
| WOW air                                                           | Theo mùa: Reykjavík-Keflavík | B    |

## Số liệu thống kê

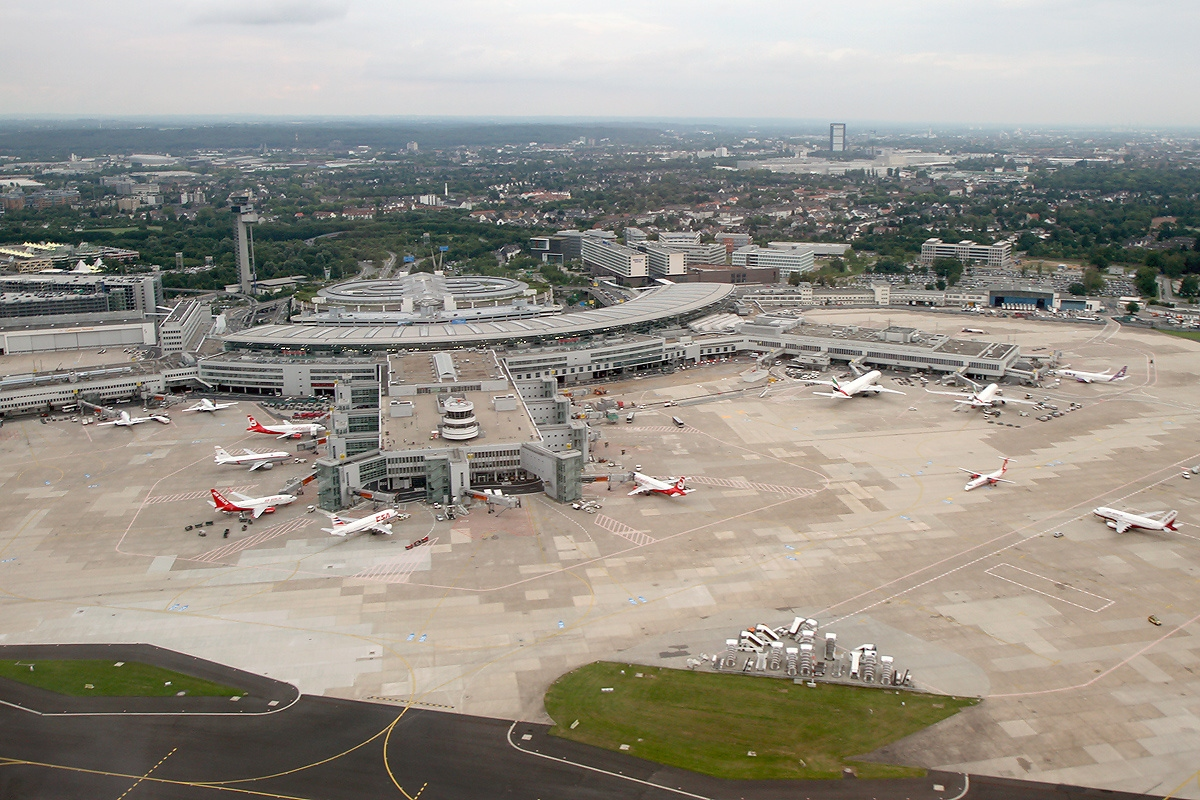
Các tòa nhà ga máy bay

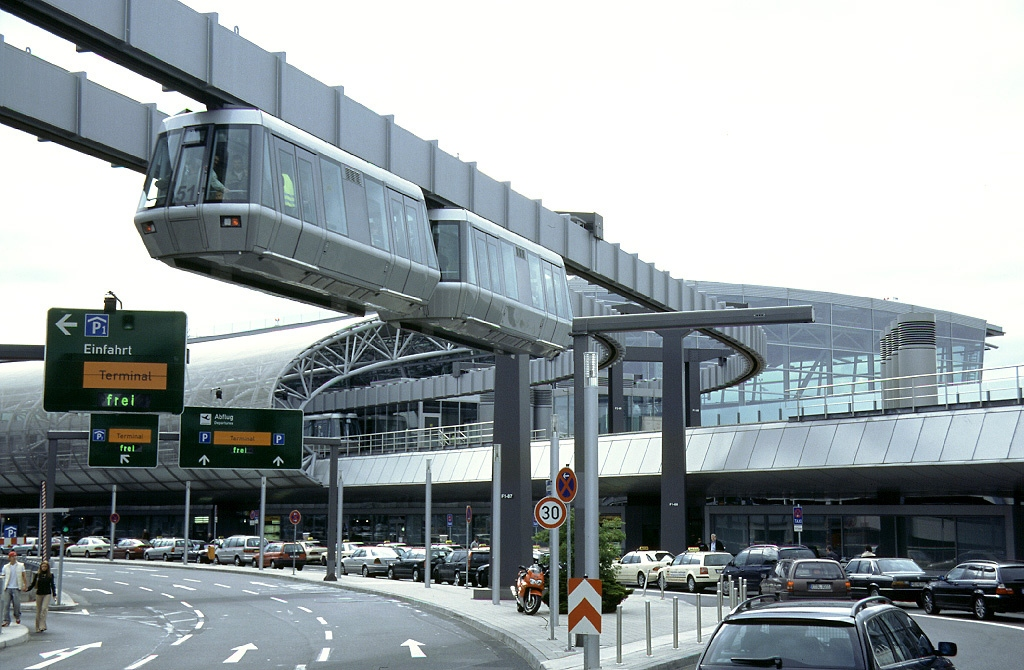
xe điện Monorail Sky Train

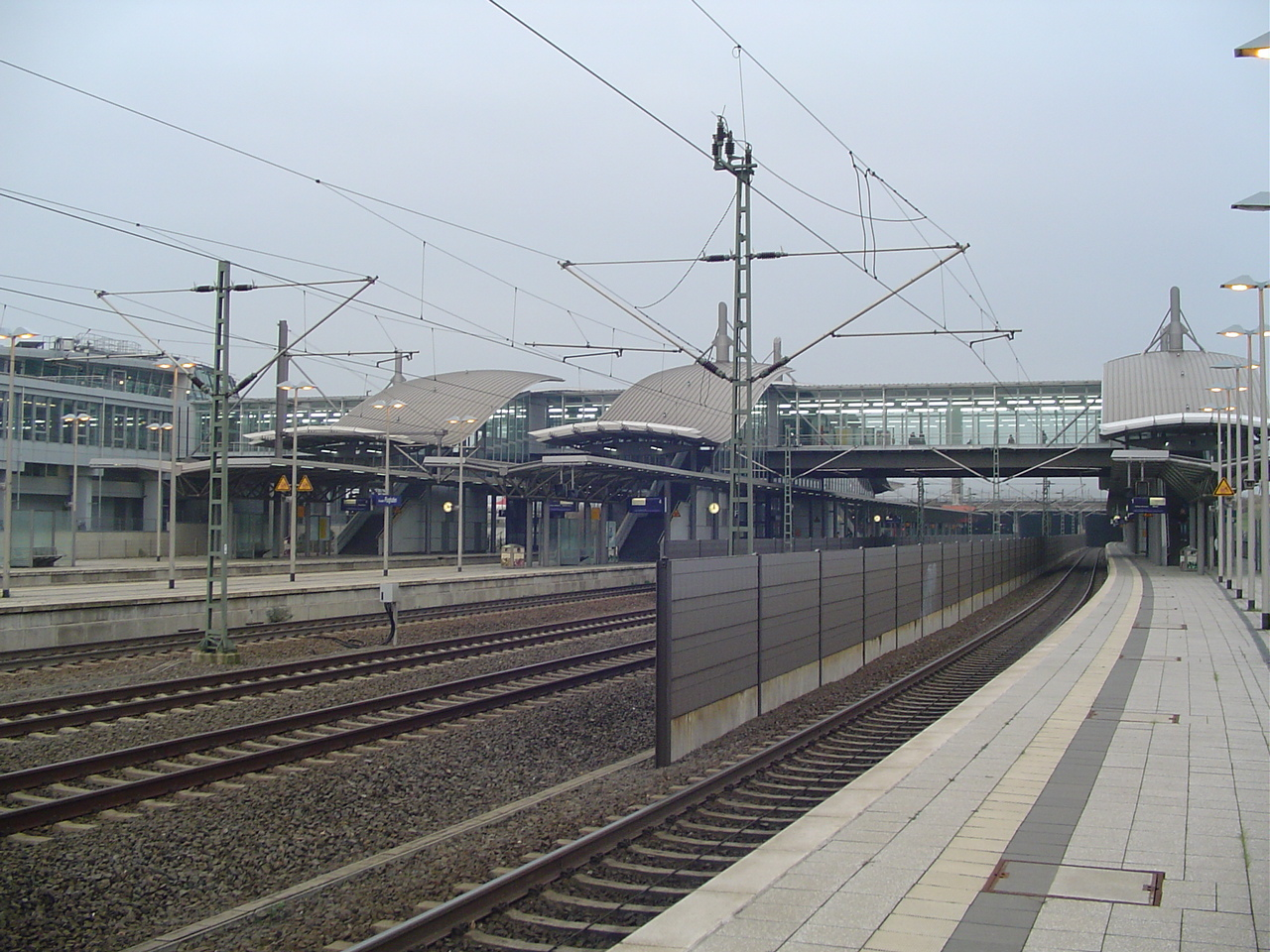
Ga tàu sân bay Düsseldorf

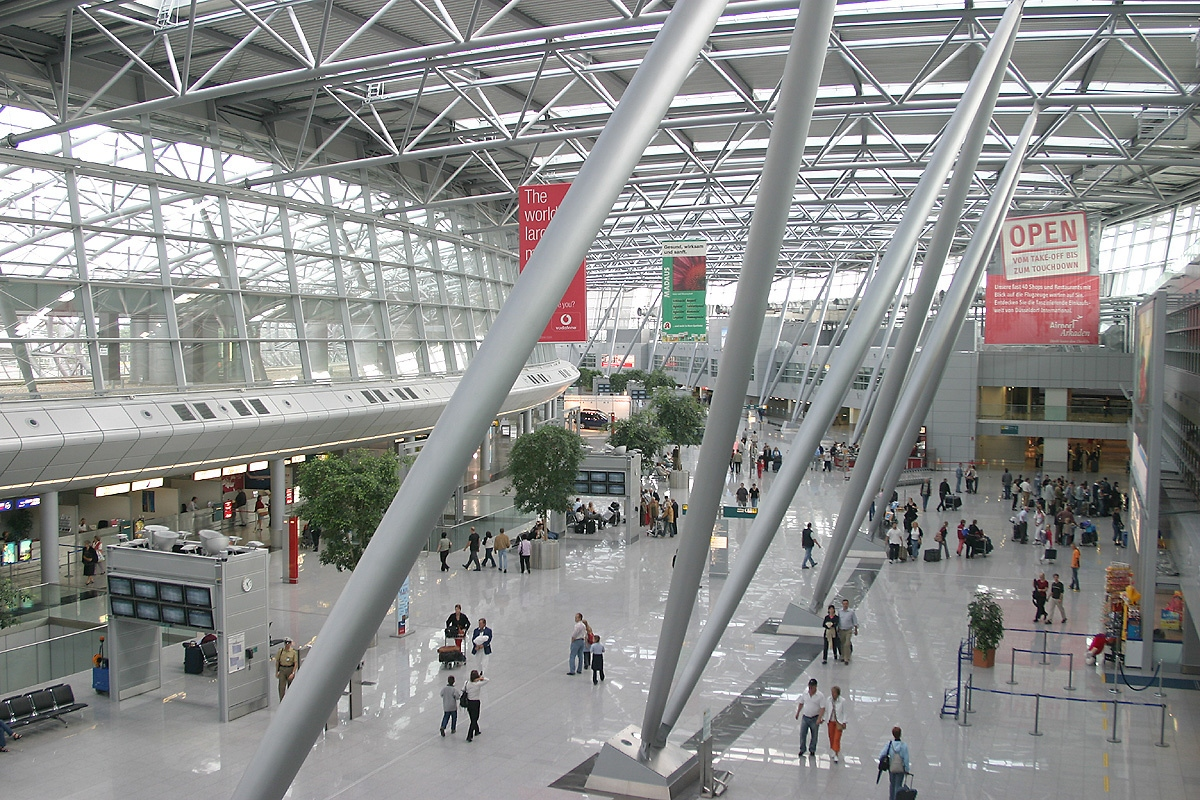
Phòng check-in chính

### Số khách và hàng hóa
|                                | Số khách    | Số chuyến | Hàng hóa (tấn) |
| ------------------------------ | ----------- | --------- | -------------- |
| 2000                           | 16.03 triệu | 194.016   | 59.361         |
| 2001                           | 15.40 triệu | 193.514   | 51.441         |
| 2002                           | 14,75 triệu | 190.300   | 46.085         |
| 2003                           | 14,30 triệu | 186.159   | 48.419         |
| 2004                           | 15,26 triệu | 200.584   | 86.267         |
| 2005                           | 15,51 triệu | 200.619   | 88.058         |
| 2006                           | 16,59 triệu | 215.481   | 97.000         |
| 2007                           | 17,83 triệu | 227.899   | 89.281         |
| 2008                           | 18,15 triệu | 228.531   | 90.100         |
| 2009                           | 17,79 triệu | 214.024   | 76.916         |
| 2010                           | 18,98 triệu | 215.540   | 87.995         |
| 2011                           | 20.39 triệu | 221.668   | 81.521         |
| 2012                           | 20,80 triệu | 210.298   | 86.820         |
| 2013                           | 21,23 triệu | 210.828   | 110.814        |
| 2014                           | 21.85 triệu | 210.732   | 114.180        |
| Nguồn: ADV, Düsseldorf Airport |             |           |                |

### Các tuyến bay đông khách nhất
| Hạng            | Điểm đến          | Số khách  |
| --------------- | ----------------- | --------- |
| 1               | Munich            | 1.526.964 |
| 2               | Palma de Mallorca | 1.161.993 |
| 3               | Berlin            | 1.113.415 |
| 4               | London            | 923.346   |
| 5               | Antalya           | 908.497   |
| 6               | Vienna            | 791.867   |
| 7               | Istanbul          | 777.310   |
| 8               | Zürich            | 701.262   |
| 9               | Hamburg           | 602.987   |
| 10              | Moskva            | 498.877   |
| 11              | Paris             | 478.889   |
| 12              | Dubai             | 434.439   |
| 13              | Frankfurt         | 385.343   |
| 14              | Copenhagen        | 378.848   |
| 15              | Madrid            | 376.146   |
| 16              | Barcelona         | 359.032   |
| 17              | Milano            | 315.752   |
| 18              | Gran Canaria      | 311.909   |
| 19              | Abu Dhabi         | 297.904   |
| 20              | Fuerteventura     | 294.522   |
| Nguồn: Destatis |                   |           |

### Các hãng hoạt động nhiều nhất
| Hạng                      | Hãng        | Số khách  |
| ------------------------- | ----------- | --------- |
| 1                         | Air Berlin  | 7.145.126 |
| 2                         | Lufthansa   | 3.538.027 |
| 3                         | Germanwings | 2.178.817 |
| 4                         | Condor      | 903.138   |
| 5                         | SunExpress  | 678.253   |
| Nguồn: Sân bay Düsseldorf |             |           |